# Mizhi Zhen
Mizhi Zhen (kinesiska: 密祉, 密祉镇) är en köping i Kina. Den ligger i provinsen Yunnan, i den sydvästra delen av landet, omkring 220 kilometer väster om provinshuvudstaden Kunming.
Genomsnittlig årsnederbörd är 902 millimeter. Den regnigaste månaden är juli, med i genomsnitt 199 mm nederbörd, och den torraste är januari, med 9 mm nederbörd.